# Tonia
Pour les articles homonymes, voir Tonia (homonymie).
Tonia, de son vrai nom Antonia Arlette Dominicus, est une chanteuse belge née le 25 juillet 1947 à Anderlecht en Belgique. Elle est la fille du cycliste Jef Dominicus.

## Biographie
Elle représente la Belgique au Concours Eurovision de la chanson 1966 qui avait lieu à Luxembourg avec le titre Un peu de poivre, un peu de sel. Elle termine à la 4e place.
Elle représente la Belgique à la Coupe d'Europe du tour de chant de Knokke-Heist en 1965.